# Louise Phister
Louise Petrine Amalie Phister, født Petersen (21. januar 1816 i København – 12. januar 1914 sammesteds) var en dansk skuespillerinde.
Louise Phister voksede op i fattigdom. Efter faderens død ansøgte hun om at blive korsanger ved det Kongelige Teater, men da man her så at hun udviste talent for skuespil, blev hun i stedet optaget som skuespillerinde. Hun blev tjenestepige for og elev af Anna Nielsen i 1829 og fik sin debut på scenen i 1835.
Hun spillede mange roller som soubrette – en ung koket, forfængelig og drilsk kvinderolle – og optrådte også i vaudeville, i manderoller og med tiden i roller som gammel kone. Hun blev dekoreret med Fortjenstmedaljen i Guld i 1885 og satte rekord i 1895, da hun trak sig tilbage fra scenen efter 60 sæsoner. Hendes sidste optræden var i 1901, hvor hun optrådte som gæstestjerne.
Louise blev i 1846 gift med skuespilleren Ludvig Phister. De ligger begravet på Holmens Kirkegård i København.